# До Перемоги
«До Перемоги» — суспільно-господарський та літературний критичний місячник фракції українських соціал-демократів Закарпаття, яка не погоджувалась з інтернаціональною лінією партії. Виходив у Мукачеві 1935—1938; видавець і редактор Ю. Ревай.